# Las sombras de la mente
Las sombras de la mente: hacia una comprensión científica de la consciencia (en la edición original en inglés: Shadows of the Mind: A Search for the Missing Science of Consciousness) es un libro del matemático y físico teórico Roger Penrose publicado en 1994. En este libro Penrose desarrolla sus hipótesis para explicar la base física de la mente humana.

## Contenido
La primera mitad del libro se centra en los teoremas de incompletitud de Gödel. Para Roger Penrose el hecho de que los matemáticos puedan entender las implicaciones de estos teoremas prueba que la conciencia no puede ser simulada de forma computerizada. Argumenta que los matemáticos no están usando ningún algoritmo para descubrir las verdades matemáticas y que hay algo especial en el entendimiento humano, quizás relacionado con la naturaleza de la conciencia.
En resto del libro Penrose propone como la conciencia no algorítmica podría tener lugar. Sugiere que la acción física del cerebro relacionada con la mecánica cuántica evoca la conciencia.